# Doridunculus unicus
Doridunculus unicus is een slakkensoort uit de familie van de Akiodorididae. De wetenschappelijke naam van de soort is voor het eerst geldig gepubliceerd in 2005 door Matynov & Roginskaya.